# Ä
"Ä", "ä" er et tegn der repræsenterer enten et bogstav fra de forskellige udvidelser til det latinske alfabet, bogstavet A med umlaut eller bogstavet A med trema. På dansk alfabetiseres Ä som Æ.

## Bogstavet Ä
Bogstavet Ä findes i de finske, svenske, estiske og slovakiske alfabeter, hvor det repræsenterer en vokal. Det svarer til et dansk Æ, og udtalen er [æ] eller [ɛ].
På både svensk og finsk sorteres -X-Y-Z-Å-Ä-Ö.

## A-umlaut
I det tyske alfabet findes et lignende tegn, "A" med umlaut. Det repræsenterer et a med omlyd.
Det tyske alfabet vises -X-Y-Z-Ä-Ö-Ü, men ved sortering sorteres A-Ä-B-C-.

## A med trema
"A" med trema forekommer på flere sprog. Tegnet repræsenterer et normalt A og udtalen ændres ikke.

## Typografi
Historisk blev A med trema skrevet med to prikker over. A med umlaut blev oprindeligt skrevet med et lille e over: dette lille e udviklede sig til to små lodrette streger og til sidst blev det til to prikker.
"Æ" deler oprindelse med "Ä", det er en ligatur mellem "A" og "E" der findes i det danske, norske, islandske, færøske og ossetiske alfabet.
I mere moderne typografi blev de tre former slået sammen af pladshensyn i forbindelse med skrivemaskinen.
I tegnsættet ISO 8859-1 er de ligeledes umulige at skelne fra hinanden. I unicode er der en teoretisk mulighed, der dog ikke bruges, idet tegnet U+0308 Combining diaeresis modificerer det foregående tegn.

## Datalogi
I unicode har bogstavet følgende betegnelser (+ HTML entiteter)
| ä | Latin small letter a with diaeresis   | U+00E4 | &#228; | &#xe4; | &auml; |
| Ä | Latin capital letter A with diaeresis | U+00C4 | &#196; | &#xc4; | &Auml; |